# گاگرا
گاگْرا (به آبخازی و روسی: Гагра، به گرجی: გაგრა) شهر کوچکی است در جمهوری آبخاز واقع در کشور گرجستان.
گاگرا در راستای ۵ کیلومتر از کرانهٔ دریای سیاه و در کوه‌پایه‌های قفقاز واقع شده است. کوهستان گاگرا در نزدیکی شهر گاگرا به دریای سیاه نزدیک می‌شود و به این خاطر که راه رسیدن بادهای سرد و خشک از شمال و شرق را سد می‌کند، نقش مهمی در تعدیل آب‌وهوای این شهر دارد.
این شهر به خاطر آب‌وهوای نیمه‌گرمسیری خود، در زمان روسیه تزاری و شوروی از تفرج‌گاه‌های محبوب بود.
جمعیت گاگرا در سال ۱۹۸۹ برابر با ۲۶٬۶۳۶ نفر بوده است ولی پس از آن در پی کشمکش‌های قومی در منطقه کاهش یافته است.

## تاریخچه
گفته شده که در دوران باستان یک کوچ‌نشین یونانی به نام تریگلیت، در جای این شهر وجود داشته است که ساکنان آن را یونانی‌ها و کولخیس ها تشکیل می‌داده‌اند.
این شهر بعدها در تصرف پادشاهی پونتوس و پس از آن در سدهٔ یکم پ.م. تحت سیطره امپراتوری روم قرار گرفت.